# Sint-Mariakerk (Borken-Gemen)
De rooms-katholieke parochiekerk Sint-Maria (Duits: Pfarrkirche St. Marien) staat in het historische centrum van Gemen, een Stadtteil van de Westfaalse plaats Borken in de Duitse deelstaat Noordrijn-Westfalen. De kerk werd gewijd aan de Onbevlekte Ontvangenis van Maria. Samen met het franciscaner klooster behoort de kerk tot het in kunsthistorisch opzicht belangrijke complex van de burcht en heerlijkheid Gemen.

## Gebouw en inrichting
De kerk is een zaalbouw met een rijk versierde gevel in Münsterlandse barokvormen. Naast de kerk sluit zich het eenvoudige kloostergebouw aan.
Op het oorspronkelijke orgel na bleef de inrichting van de kerk geheel bewaard. In de kerk bevinden zich drie altaren, een kansel, een galerij, een historisch koorgestoelte, de historische kerkbanken, communiebank, de biechtstoelen en beelden en schilderijen.

## Orgel
In de jaren 1980 kreeg de kerk een nieuw orgel. Hiervoor wist men een barokke orgelkas te verwerven. Het orgel werd door Franz Breil uit Dorsten gebouwd
| I Hoofdwerk C– |               |      |
| 1.             | Offenflöte    | 8′   |
| 2.             | Principaal    | 4′   |
| 3.             | Gedekte fluit | 4′   |
| 4.             | Octaaf        | 2'   |
| 5.             | Mixtuur III   | 1/3′ |
| 6.             | Engelse hoorn | 8′   |

| II Borstwerk C– |                 |      |
| 7.              | Bleigedackt     | 8′   |
| 8.              | Gamba           | 8′   |
| 9.              | Blokfluit       | 4′   |
| 10.             | Principaal      | 2′   |
| 11.             | Sesquialtera II | 2/3′ |
|                 |                 |      |
|                 | Tremulant       |      |

| Pedaalwerk C–f1 |            |     |
| 12.             | Subbas     | 16′ |
| 13.             | Offenflöte | 8′  |

- Koppels: II/I, I/P, II/P.